# William Beebe
Charles William Beebe (ˈbiːbi; New York, 29 luglio 1877 – Arima, 4 giugno 1962) è stato un ornitologo, entomologo, esploratore, scrittore e biologo marino statunitense.
Viene ricordato per le numerose spedizioni che condusse per conto della New York Zoological Society, per le profonde immersioni con la Bathysphere e per la prolifica scrittura scientifica per un pubblico sia accademico che popolare.
Nato a Brooklyn, New York, e cresciuto a East Orange (New Jersey), Beebe abbandonò gli studi prima di laurearsi per poter lavorare all'allora neonato New York Zoological Park, dove fu incaricato di accudire gli uccelli dello zoo. Si fece subito notare per il suo operato, prima per la capacità di riprodurre gli habitat dei vari uccelli, e poi per una serie di spedizioni di durata crescente fino a girare il mondo per documentare i vari fagiani. Queste spedizioni formarono la base per numerose opere sia popolari che accademiche, compreso il racconto della sua spedizione sui fagiani intitolato A Monograph of the Pheasants, pubblicato in quattro volumi dal 1918 al 1922. Come riconoscimento per le ricerche condotte durante le spedizioni, gli fu assegnata la laurea honoris causa dalla Tufts University e dalla Colgate University.
Nel corso delle sue spedizioni Beebe sviluppò gradualmente un interesse per la biologia marina, il che lo portò negli anni 1930 alle immersioni con la Bathysphere al largo delle coste delle Bermuda, con l'inventore della Bathysphere Otis Barton. Queste immersioni furono le prime in cui un biologo osservò gli animali delle profondità oceaniche nel loro ambiente naturale, stabilendo numerosi record per la massima profondità raggiunta dall'uomo, l'ultimo dei quali fu superato da Barton ben 15 anni dopo. Dopo le immersioni con la Bathysphere, Beebe tornò ai tropici iniziando a dedicarsi al comportamento degli insetti. Nel 1949 fondò una stazione di ricerca tropicale su Trinidad cui diede il nome di Simla, tuttora attiva e facente parte dell'Asa Wright Nature Centre. LE ricerche di Beebe a Simla proseguirono fino alla sua morte per polmonite nel 1962 all'età di 84 anni.
William Beebe è considerato uno dei fondatori del campo dell'ecologia, oltre ad essere nel XX secolo uno principali sostenitori del conservazionismo. Viene ricordato anche per le numerose teorie che formulò riguardo all'evoluzione degli uccelli, oggi considerate in anticipo sui tempi, soprattutto l'ipotesi del 1915 secondo cui l'evoluzione del volo degli uccelli passò attraverso un volo a quattro ali o stadio "tetrapteryx", supportata dalla scoperta nel 2003 del Microraptor gui.

## Biografia

### Gioventù ed istruzione

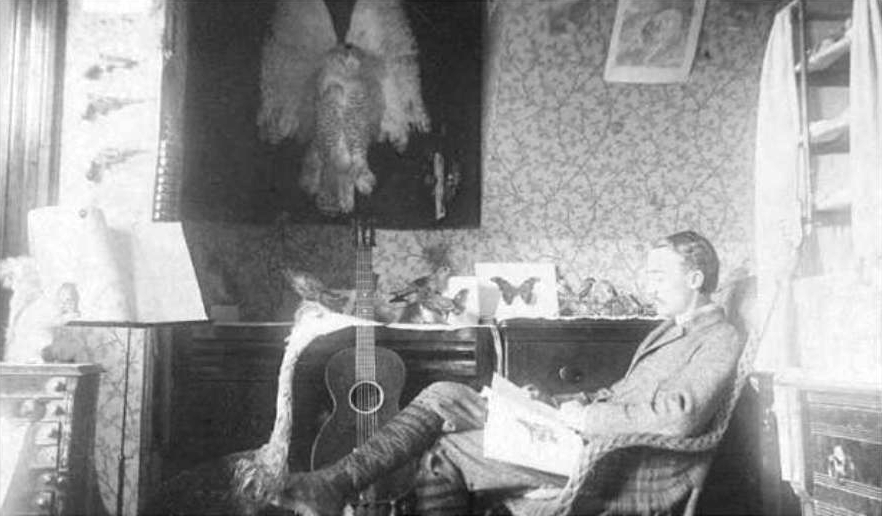
William Beebe a 18 anni, nella sua casa di East Orange

Charles William Beebe nacque a Brooklyn, New York, figlio del direttore di un giornale Charles Beebe. Nonostante alcune fonti lo definiscano figlio unico, ebbe un fratello minore di nome John che morì in giovanissima età. Quando era giovane la sua famiglia si trasferì a East Orange, in New Jersey, dove iniziò ad essere affascinato dal mondo naturale e coltivò la tendenza a registrare ogni cosa che vedesse. L'American Museum of Natural History, inaugurato l'anno in cui nacque Beebe, favorì l'amore di Beebe per la natura ed ebbe una grande influenza su di lui.
Nel settembre 1891 Beebe iniziò a frequentare la East Orange High School. Anche se Beebe abbandonò il primo nome "Charles" solo nel 1915, già prima di frequentare la scuola superiore era noto semplicemente come "William Beebe". Durante la scuola superiore Beebe sviluppò un interesse per la collezione di animali, in particolare dopo aver ricevuto la sua prima pistola all'età di 16 anni, imparando la tassidermia per poterli conservare. Quando non era in grado di catturare da solo un campione, spesso ne otteneva uno da un negozio chiamato Lattin's, o scambiando campioni con gli altri collezionisti. Il primo articolo di Beebe venne pubblicato mentre frequentava ancora la scuola superiore, la descrizione di un uccello chiamato Certhia americana, pubblicato sul numero del gennaio 1895 della rivista Harper's Young People.
Nel 1896 Beebe fu accettato alla Columbia University. Mentre frequentava l'università Beebe divideva spesso il suo tempo tra l'università e l'American Museum of Natural History, tra i cui ricercatori c'erano molti professori della Columbia. Presso la Columbia studiò sotto Henry Fairfield Osborn, col quale sviluppò una relazione stretta che durò fino alla morte di Osborn, nel 1935.
Mentre frequentava la Columbia, Beebe convinse i professori a finanziare lui e molti altri studenti per viaggi in Nuova Scozia, dove coltivò il proprio collezionismo e tentò di fotografare rare scene riguardanti uccelli ed altri animali. Molte delle fotografie che Beebe scattò durante queste spedizioni furono acquistate dai professori della Columbia per essere utilizzate come diapositive durante le lezioni. Durante questi viaggi Beebe iniziò ad interessarsi anche al dragaggio, la pratica di usare reti per catturare gli animali che vivono sott'acqua, tentando di studiarli prima che morissero o che si disintegrassero. Beebe non provò mai a laurearsi presso la Columbia, nonostante anni dopo ricevette lauree honoris causa dalle università di Tufts e Colgate.

### Assunzione presso lo zoo del Bronx
Nel novembre 1897 Frank Chapman sostenne l'inserimento di Beebetra i membri della American Ornithologists' Union, ed il mese dopo Beebe tenne la propria prima conferenza professionale sull'ornitologia in una società chiamata Uncle Clarence's Bergen Point Culture Club. Nel 1899, nonostante avesse completato tutti i corsi richiesti per una laurea in scienze alla Columbia tranne matematica, decise di abbandonare gli studi a causa dell'invito da parte di Osborn a lavorare al New York Zoological Park che stava per essere inaugurato. Molti fattori contribuirono a questa decisione, compresa l'eccitazione per far parte dello zoo e l'impressione che i suoi studi stavano mettendo a dura prova le finanze della sua famiglia.

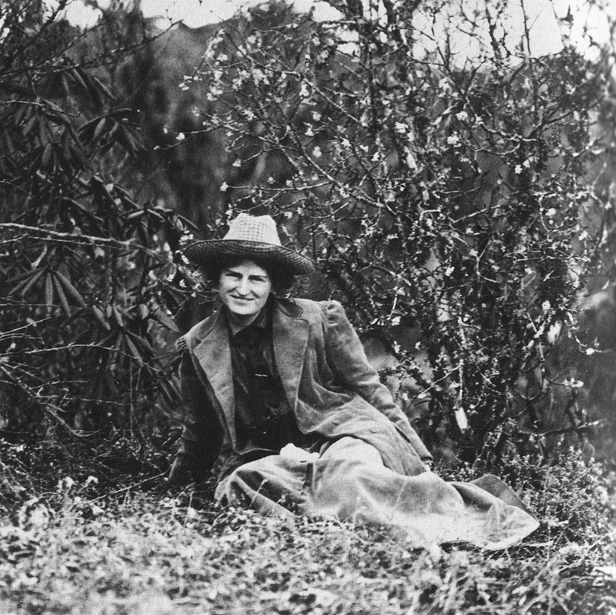
Mary Beebe, poi conosciuta come Blair Niles, nel 1910

Osborn nominò Beebe assistente curatore di ornitologia. Da assistente curatore, uno dei suoi principali compiti era quello di nutrire e allevare gli uccelli dello zoo in modo da aumentarne la popolazione. Beebe pose molta importanza sugli concedendogli più spazio possibile, e propose la costruzione di una "voliera" della dimensione di un campo di calcio. Alla fine fu costruita, anche se grande solo la metà di quanto chiesto da Beebe. Nonostante la voliera di Beebe sia stata criticata, accusata di basarsi su un'inaccurata conoscenza delle necessità degli uccelli, alla fine si rivelò un vero successo.
Nel 1901 Beebe tornò in Nuova Scozia per la sua prima spedizione per conto dello zoo, con l'obiettivo di raccogliere animali marini setacciando le pozze di mare tramite dragaggio. L'anno seguente fu promosso curatore, carica che ricoprì fino al 1918. Fu poi curatore onorario dal 1919 al 1962.
Il 6 agosto 1902 Beebe sposò Mary Blair Rice, meglio nota con lo pseudonimo da scrittrice di Blair Niles. In seguito Blair accompagnò Beebe in numerose spedizioni in qualità di scrittrice, aiutando anche Beebe nelle sue opere. Beebe e Blair considerarono la propria luna di miele, un altro viaggio in Nuova Scozia, come un'occasione per raccogliere altri esemplari.
Il febbraio seguente Beebe e Blair partirono per una spedizione a Florida Keys, dato che Beebe soffriva di un'infezione alla gola e lo zoo pensava che il clima temperato gli avrebbe fatto bene. Questa spedizione introdusse Beebe al mondo dei tropici, col quale sviluppò un lungo amore. Nel luglio 1903, su richiesta di un avvocato di nome Louis Whealton che il direttore dello zoo William Temple Hornaday considerava un potenziale donatore per llo zoo, Beebe e Blair partirono per le isole Barrier della Virginia. Nonostante fosse ufficialmente una spedizione per conto dello zoo, Beebe la definì la "nostra terza luna di miele quell'anno".
Alla fine del 1903, all'età di 26 anni, Beebe aveva pubblicato oltre 34 articoli e fotografie. Per il suo contributo alla scienza divenne fellow della American Association for the Advancement of Science.

### Prime esplorazioni e spedizioni

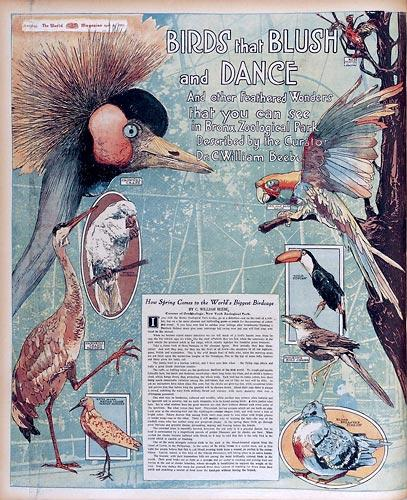
Copertina del numero di aprile 1906 di New York World scritto da William Beebe, incentrato sulla biodiversità degli uccelli nello zoo del Bronx

Nel dicembre 1903, nel tentativo di evitare un nuovo attacco di gola per Beebe, Hornaday lo inviò in una spedizione in Messico che durò fino all'aprile successivo. Essendo il Messico in un periodo molto instabile, lui e Blair viaggiarono a cavallo vivendo soprattutto in tende, portando con sé rivoltelle per l'autodifesa. Nonostante l'obiettivo della spedizione fosse la scoperta, l'identificazione e la raccolta di uccelli messicani, fu descritta come una nuova luina di miele tra lui e Blair. Il primo libro di Beebe, intitolato Two Bird Lovers in Mexico, fu un racconto della spedizione. L'ultimo capitolo fu scritto da Blair, ed era una spiegazione su come organizzare una vacanza all'aria aperta. Il libro ebbe un gran successo.
Il secondo libro di Beebe, The Bird, Its Form and Function, fu pubblicato nel 1906. Questo libro fu una rielaborazione di un manoscritto che Beebe aveva proposto a Henry Holt nel 1902, ma che Holt avrebbe voluto trasformare in un'opera più ampia sugli uccelli. Quando fu completato rappresentò un nuovo modo per descrivere la natura dato che, nonostante presentasse informazioni tecniche sulla biologia e l'evoluzione degli uccelli, lo faceva in modo accessibile al grande pubblico. Rappresentò anche un importante punto di svolta per Beebe perché, nonostante fosse in contrasto al suo amore giovanile per l'aggiunta di animali alla propria collezione, in questo libro iniziò ad enfatizzare l'importanza della conservazione in vita delle specie. Riguardo all'uccisione degli animali al solo scopo di collezionarli, il libro afferma:
()
Nonostante Beebe abbia continuato a sparare agli animali quando era necessario per poterli esaminare in modo scientifico, non si sforzò più di ampliare la propria collezione. Nel 1906 Beebe offrì la propria collezione, che aveva raggiunto i 990 specimen durante la sua gioventù, come regalo allo zoo per l'educazione e la ricerca. In cambio di questo regalo divenne membro a vita della New York Zoological Society. Lo stesso anno fu nominato fellow della New York Academy of Sciences.
Nel 1907 venne fondata la rivista Zoologica da Osborn e Hornaday, soprattutto per permettere a Beebe di pubblicare le proprie ricerche. Il primo numero conteneva venti articoli, dieci dei quali scritti da Beebe e due in collaborazione con Lee Saunders Crandall, assistente curatore degli uccelli dello zoo. L'anno dopo Beebe ricevette una promozione dalla Zoological Society, venendo innalzato allo stesso livello degli scienziati ricercatori del Museum of Natural History. Questa promozione gli garantiva due mesi di licenza l'anno, da usare per nuove spedizioni di ricerca. La prima spedizione iniziò nel febbraio 1908 e lo portò a Trinidad ed in Venezuela per studiare uccelli ed insetti. Durante questa spedizione Beebe catturò 40 uccelli vivi per lo zoo, appartenenti a 14 specie diverse.
A questo punto della sua vita Beebe stava coltivando una stretta amicizia con l'allora presidente Theodore Roosevelt, che sarebbe durata fino alla morte di Roosevelt nel 1919. Beebe ammirava le capacità di Roosevelt come naturalista da campo ed il suo interesse per la conservazione, e la fama di Roosevelt sostenne fortemente gli sforzi scientifici di Beebe. Roosevelt a sua volta ammirava le opere di Beebe ed il suo rispetto per la natura. Roosevelt lodò spesso i libri di Beebe ed iniziò a scrivere una prefazione per i libri Tropical Wild Life e Jungle Peace.
Nel febbraio 1909 Beebe e Blair si recarono in Guyana britannica nella speranza che, con il sostegno di Roosevelt, fosse possibile stabilirvi un campo di ricerca permanente. Un altro obiettivo della spedizione fu la cattura di un hoatzin, un uccello le cui ali artigliate lo portarono ad essere considerato un importante anello nell'evoluzione degli uccelli a partire dai rettili. Beebe documentò in modo estensivo il comportamento dell'hoatzin grazie ad un binocolo, ma il piano per la cattura di un esemplare fallì quando dovettero tornare in anticipo dopo che Blair si ruppe il polso. Nonostante il fallimento nella cattura del premio più ambito, la spedizione tornò con 280 uccelli vivi di 51 specie diverse, 33 delle quali nuove per lo zoo, anche se molti di loro morirono o fuggirono durante il lungo viaggio per New York. Beebe raccontò la spedizione nel libro Our Search for a Wilderness, che ottenne un ottimo successo di pubblico.

### La spedizione dei fagiani
Nel dicembre 1909 l'uomo d'affari e filantropo Anthony R. Kuser propose allo zoo di inviare Beebe attorno al mondo per documentare tutti i fagiani esistenti, il tutto finanziato da Kuser. Hornaday si oppose fortemente alla proposta, definendo Kuser un "genio del male" che stava cercando di rubare Beebe dai suoi doveri allo zoo. Alla fine lo zoo accolse la richiesta di Kuser, in parte perché gli articoli sul viaggio di Beebe in Guiana avevano aumentato la reputazione dello zoo. Hornaday nominò Crandall come sostituto curatore degli uccelli dello zoo, incaricandolo di prendersi cura degli uccelli in assenza di Beebe. Beebe e Blair partirono accompagnati da Robert Bruce Horsfall, il cui incarico sarebbe stato quello di fornire illustrazioni degli uccelli per il libro che si sperava di poter trarre dalla spedizione.

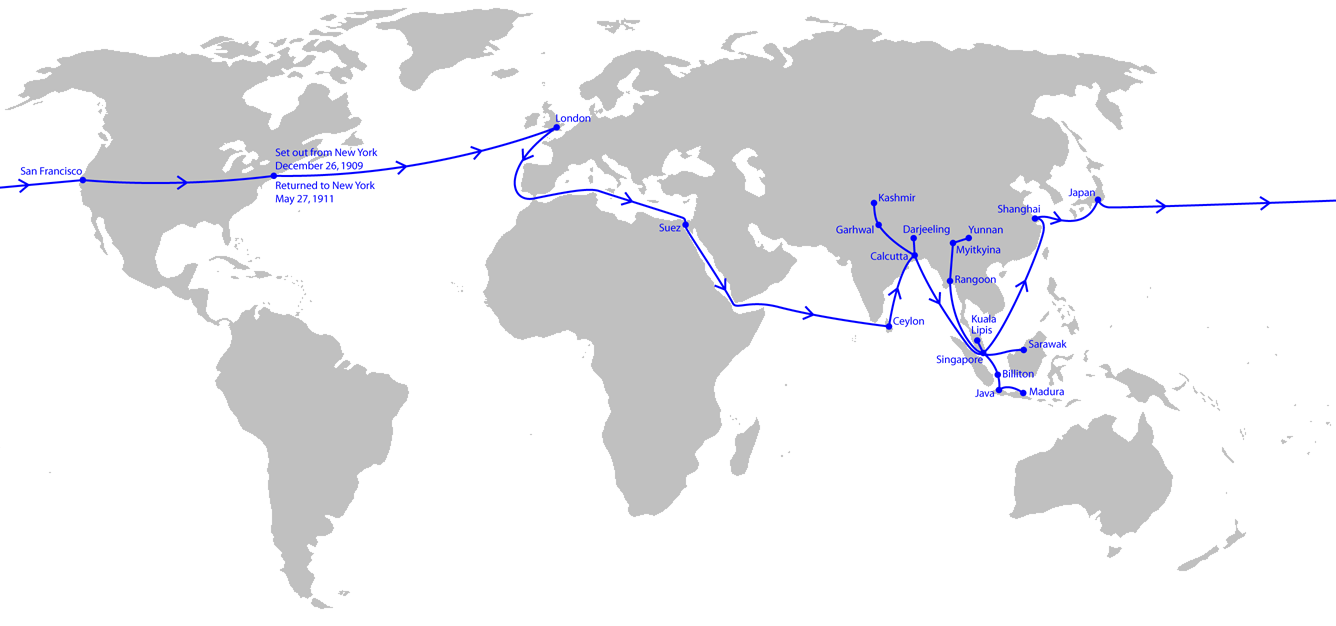
Mappa della rotta seguita da William Beebe durante la spedizione dei fagiani

Dopo aver attraversato l'Oceano Atlantico a bordo della RMS Lusitania diretti a Londra, dove ottennero i rifornimenti necessari, Beebe e la sua squadra attraversarono il Mar Mediterraneo fino all'Egitto, tramite il Canale di Suez, prima di navigare nell'Oceano Indiano fino a Ceylon, dove iniziarono documentando gli anatidi locale. Da Ceylon si trasferirono a Calcutta nel tentativo di catturare le specie di fagiani che vivevano solo sull'Himalaya. A questo punto Beebe stava iniziando ad entrare in conflitto con Horsfall, il quale non era abituato a tali spedizioni. Dopo che Beebe ebbe finito di documentare la parte orientale della catena montuosa, Horsfall si rifiutò di accompagnarlo nella metà occidentale, obbligando Beebe a lasciarlo a Jorepokhri prima di proseguire il viaggio. Horsfall si riunì al gruppo a Calcutta, da dove salparono per l'Indonesia. La nave successiva li portò a Singapore, dove Beebe stabilì una case operativa per la fase successiva della spedizione.
La tappa successiva fu Sarawak, sull'isola del Borneo. Al momento di lasciare Sarawak lo scontro tra Beebe e Horsfall si inasprì talmente tanto che Beebe decise che Horsfall era dannoso per la spedizione e che dovesse essere rimandato a casa. In risposta alla cacciata da parte di Beebe, Horsfall ribatté di essere stato trattato male da Beebe fin dall'inizio della spedizione, e che tutto il resto era dovuto solamente alla voglia di vendetta. Proseguendo senza Horsfall, Beebe e Blair si recarono in Batavia su Giava, sull'isola di Madura poco a nord ed a Belitung tra il Borneo e Sumatra.
Terminato con Giava, Beebe ed il suo gruppo ripartirono verso nord da Singapore a Kuala Lumpur per iniziare l'esplorazione della Malesia. Dopo la Malesia la tappa successiva fu in Birmania, dove sbarcarono a Yangon e si mossero via ferrovia fino a Myitkyina. In Birmania Beebe soffrì di depressione e ci vollero molti giorni prima che potesse riprendere il lavoro o proseguire la spedizione. Attribuì il merito della ripresa alla pila di romanzi penny dreadful che trovò nel suo bungalow a Pungatong, che lesse senza sosta per alcuni giorni.

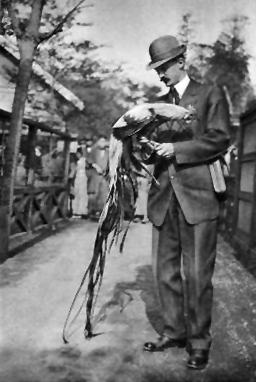
William Beebe con un gallo giapponese dalla coda lunga (gallo rosso)

L'ultima parte del viaggio di Beebe lo portò in Cina, da dove iniziò una tappa non pianificata in Giappone per poter fuggire da una rivolta e da un'epidemia di peste bubbonica. Quando rientrò l'allarme per la peste e per la rivolta, Beebe tornò in Cina per documentare le locali specie di fagiani, prima di fare una seconda visita in Giappone per studiare i fagiani che abitavano la Riserva Imperiale. In Giappone furono consegnati a Beebe due gru da parte della famiglia imperiale, in cambio di una coppia di cigni, allora sconosciuti in Giappone.
La sua spedizione terminò dopo 17 mesi e Beebe e Blair attraversarono il Pacifico fino a San Francisco, per poi attraversare gli Stati Uniti d'America e tornare nella nativa New York. La spedizione aveva fruttato campioni vivi o imbalsamati di quasi tutti i fagiani osservati, ed aveva permesso di prendere nota dei loro comportamenti. Alcuni di questi fagiani, come il lofoforo splendido o lofoforo himalayano, non erano mai stati osservati nel loro ambiente da americani o europei. Le osservazioni di Beebe sul dimorfismo sessuale dei fagiani durante la spedizione lo fece diventare il primo biologo a comprendere il meccanismo col quale operava questo tipo di selezione sessuale. In base alle proprie osservazioni propose un nuovo modello evolutivo per gli antichi fagiani, coinvolgendo un periodo di rapida diversificazione seguito da cambi più graduali e tradizionali. Nonostante questo modello evolutivo venga ora dato per assodato, al tempo di William Beebe fu un'ipotesi innovativa.
Nel gennaio 1913 Blair lasciò Beebe per trasferirsi a Reno decisa a divorziare, dato che in quel periodo era più facile ottenere un divorzio a Reno che in molte altre zone degli Stati Uniti d'America. Il divorzio fu concesso il 29 agosto 1913, dopo che Blair aveva vissuto a Reno i sei mesi del termine minimo. Per ottenere un divorzio a Reno, una persona doveva dimostrare che la propria sposa aveva commesso adulterio o un'estrema crudeltà; Blair accusò Beebe di quest'ultima, affermando che durante la spedizione dei fagiani l'aveva minacciata di suicidarsi "gettandosi nel fiume, sparandosi in bocca con una rivoltella, e tagliandosi la gola con un rasoio". Beebe non si sforzò molto di opporsi al divorzio, e non si presentò in tribunale per testimoniare. Nonostante i giornali del tempo riportassero solo le accuse di Blair, con titoli come "Il naturalista era crudele", i moderni biografi considerano che Blair abbia sfruttato un'iperbole per ottenere il divorzio. Una settimana dopo il divorzio da Beebe, Blair sposò il loro vicino di casa Robin Niles, facendo intendere che la vera ragione del divorzio fosse un cuckold. D'altra parte alcuni biografi ipotizzano che Beebe abbia sofferto di esaurimento nervoso durante la spedizione, e che questo possa aver contribuito all'alienazione di Blair.
La partenza di Blair fu uno shock per Beebe, facendolo ricadere in depressione per oltre un anno. Nonostante il suo sostegno durante la spedizione dei fagiani, Beebe tolse ogni riferimento a lei dalla monografia che stava preparando basandosi sui dati raccolti.
Alla fine del 1914 la monografia sui fagiani di Beebe era stata praticamente completata con un manoscritto. Nonostante il testo fosse stato scritto da Beebe, le illustrazioni furono fornite da numerosi artisti: Robert Bruce Horsfall, che aveva accompagnato Beebe nella spedizione, dipinse i panorami per gli sfondi delle illustrazioni, mentre i fagiani furono dipinti da altri artisti tra cui George Edward Lodge, Charles R. Knight e Louis Agassiz Fuertes. A causa della complessa natura delle opere a colori del libro, nessun editore statunitense fu in grado di riprodurle. L'editore scelto da Beebe fu la George Witherby and Sons di Londra, dato il successo riscosso nella pubblicazione dell'opera di John James Audubon. La riproduzione delle illustrazioni fu gestita da varie compagnie in Germania e Austria. La riproduzione delle illustrazioni era in corso quando scoppiò la prima guerra mondiale, bloccandone la produzione per i successivi quattro anni.

### Ritorno in Guiana e prima guerra mondiale
Beebe intraprese una spedizione in Brasile nel 1915, con l'obiettivo di catturare altri uccelli per lo zoo. Questa spedizione era per Beebe un importante punto di svolta in molti sensi. Beebe aveva molta più esperienza sul campo dei due che lo accompagnarono, G. Inness Hartler e Herbert Atkins, il che lo rendeva un mentore. Durante la spedizione Beebe si stupì nello scoprire l'enorme quantità di organismi viventi in un singolo albero, e fu pioniere nello studiare di una piccola area di natura per molto tempo. Questa spedizione segnò l'inizio di un trasferimento per Beebe dall'ornitologia agli ecosistemi tropicali.

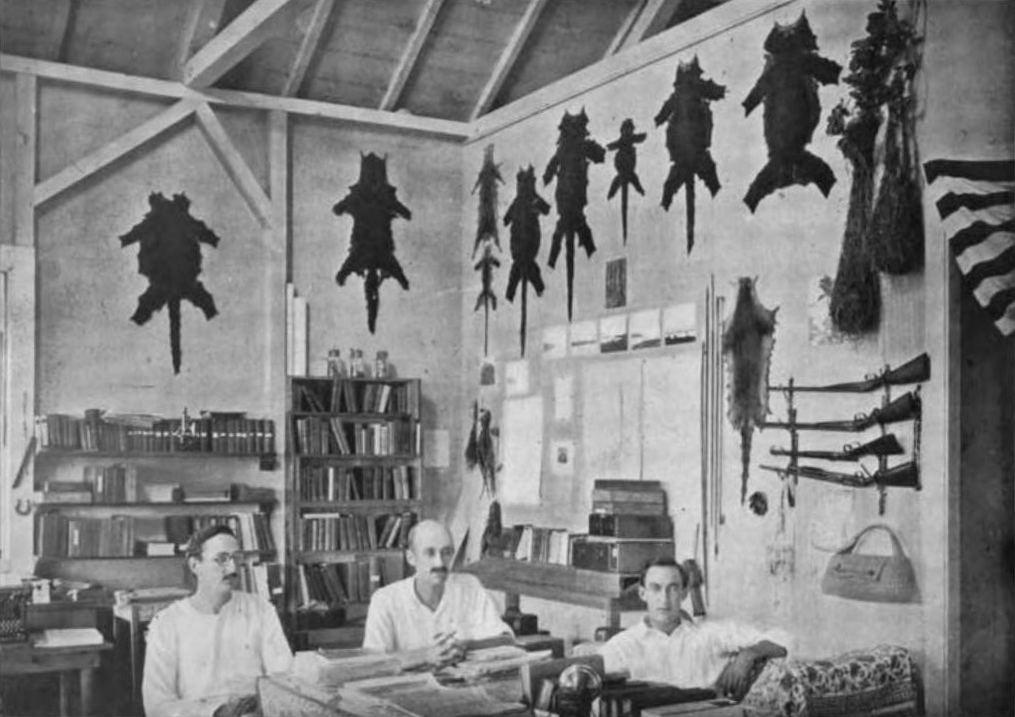
William Beebe (al centro) con Paul Howes e Inness Hartley nel laboratorio di Kalacoon

Nel 1916 Beebe si recò a Georgetown nel tentativo di fondare una stazione di ricerca permanente in Guiana. Dopo vari tentativi falliti, riuscì a realizzare il progetto grazie a George Withers, proprietario di una piantagione di gomma sul fiume Mazaruni, il quale gli offrì l'uso di una grande casa sul suo territorio. Poco dopo Beebe ed i suoi ricercatori si trasferirono in questo edificio, noto come Kalacoon, dove ricevettero una visita di Theodore Roosevelt e della sua famiglia. In seguito Roosevelt scrisse un articolo sulla stazione per il Scribner's Magazine, fornendo sostegno pubblico alla stazione.
La fondazione della stazione di ricerca di Kalacoon permise a Beebe di studiare l'ecologia della giungla circostante più dettagliatamente di quanto fosse stato possibile nelle precedenti spedizioni. Utilizzando Kalacoon come base operativa, Beebe eseguì un nuovo tipo di studio: dissezionando metodicamente una piccola parte di giungla e tutti gli animali che la abitavano, dall'alto fino al suolo. Nel suo secondo studio Beebe svolse lo stesso compito su una zona più ampia, di circa 0.4 km². Durante la prima stagione a Kalacoon nel 1916, Beebe recuperò 300 specimen viventi per lo zoo. Stavolta riuscì a catturare uno hoatzin, l'uccello che gli era sfuggito di poco durante il precedente viaggio in Guiana, anche se non riuscì a riportarlo vivo fino a New York.
Beebe descrisse le sue scoperte a Kalacoon nel suo libro del 1917 intitolato Tropical Wild Life in British Guiana, il quale convinse molti altri ricercatori ad organizzare viaggi a Kalacoon, od a creare proprie stazioni di ricerca simili a quella di Beebe.
Beebe era ansioso di prestare servizio nella prima guerra mondiale, ma a 40 anni era considerato troppo vecchio per il servizio regolare. Con l'aiuto di Roosevelt ottenne l'incarico di addestrare i piloti statunitensi per uno squadrone aereo a Long Island. Questo incarico si interruppe quando, virando per evitare un fotografo che si era posto di fronte al suo aeroplano in fase di atterraggio, si schiantò ferendosi gravemente al polso destro. Durante un secondo viaggio a Kalacoon durante la convalescenza, Beebe scoprì con orrore che, a causa delle richieste in tempo di guerra, l'intera giungla circostante era stata rasa al suolo per fare spazio agli alberi della gomma. Dato che l'obiettivo della stazione di Kalacoon era quello di studiare la giungla, la sua distruzione obbligò Beebe a chiuderla per fare ritorno a New York. Unito alla precedente perdita di Blair, l'effetto della chiusura di Kalacoon fece sprofondare Beebe in una depressione. La cosa non passò inosservata al mentore di Beebe, Osborn, il quale espresse preoccupazione in merito in una lettera indirizzata a Madison Grant, nella quale scrisse: "Trovo che sia preoccupato e che stia tutt'altro che bene. [...] Senza dirglielo, dobbiamo prenderci cura di lui".
Nell'ottobre del 1917 Beebe ebbe l'opportunità di prestare servizio durante la guerra. Grazie ad una lettera di raccomandazione di Roosevelt, gli fu concesso di guidare aerei per la aerofotogrammetria sopra alle postazioni di artiglieria tedesche. Passò del tempo in trincea al seguito di un plotone di indiani canadesi durante un raid notturno. In seguito Beebe scrisse numerosi articoli descrivendo la propria esperienza bellica per conto dello Scribner's Magazine e del The Atlantic Monthly. Beebe non descrisse l'esatta natura del suo incarico militare, anche se espresse un generale sgomento per le realtà osservate in guerra. Il più famoso di questi racconti si trova nel paragrafo introduttivo del suo libro del 1918, Jungle Peace:
.

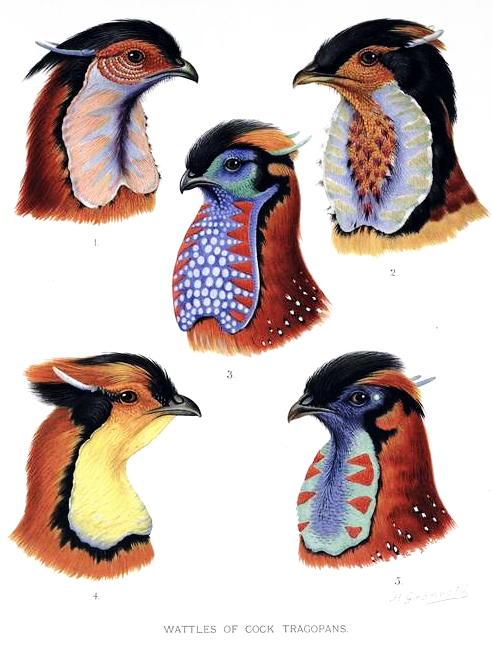
Cinque specie di fagiani Tragopan tratti dal libro di William Beebe A Monograph of the Pheasants, pubblicato nel 1918–1922

Il ruolo di Beebe nella Zoological Society subì un cambiamento nel 1918. Divenne curatore onorario degli uccelli e direttore del neonato dipartimento di ricerca tropicale. Grazie al nuovo incarico, Beebe non doveva più occuparsi degli animali dello zoo, il che gli permetteva di dedicarsi completamente alla scrittura ed alle ricerche. L'incarico di curatore di Beebe passò a Lee Crandall, ex assistente curatore che aveva lavorato con Beebe, nonostante Crandall abbia continuato ad affidarsi a Beebe per la cura degli uccelli malati e per la gestione degli animali esotici frutto delle spedizioni di Beebe.
Il primo volume della monografia di Beebe sui fagiani fu pubblicato quello stesso autunno, nonostante la guerra in corso non permettesse di prevedere la data di pubblicazione dei successivi tre volumi. Il primo volume fu ampiamente lodato dalla critica e ricevette la medaglia Daniel Giraud Elliot dalla Accademia nazionale delle scienze nel 1918. Nel gennaio 1919 Roosevelt, gravemente malato, scrisse a Beebe dal letto d'ospedale congratulandosi con lui per la pubblicazione della monografia. La lettera di congratulazioni a Beebe fu l'ultima che Roosevelt scrisse prima della morte. Il secondo volume fu pubblicato nel 1921, mentre il terzo ed il quarto nel 1922. L'opera completa, intitolata A Monograph of the Pheasants, è considerata da alcuni critici la più grande monografia ornitologica del XX secolo.
Nel 1919 Osborn aiutò a garantire a Beebe una nuova stazione di ricerca in Guiana per sostituire Kalacoon: a Beebe fu offerta Kartabo Point, un avamposto di una compagnia estrattiva di New York. Beebe era entusiasta della nuova stazione, la quale si dimostrò un vero successo per la conduzione di analisi dettagliate sulla vita selvatica in piccole aree già svolte a Kalacoon. A Kartabo Beebe scoprì il fenomeno noto come vortice di formiche, una colonna di formiche che si seguono a vicenda creando un ciclo senza fine che le porta alla morte per fame.

### Spedizioni alle Galápagos
Beebe era impaziente di intraprendere una spedizione alle isole Galápagos, con l'obiettivo di ottenere dati più dettagliati a sostegno dell'evoluzione rispetto a quelli che Charles Darwin aveva raccolto nella sua precedente visita. Nel 1923 Harrison Williams acconsentì a finanziare una tale spedizione ed a Beebe fu fornito uno yacht a vapore da 75 metri chiamato Noma, completo di equipaggio. Tra l'equipaggio si trovavano numerosi scienziati che avevano già lavorato con Beebe, oltre ad amici di Williams. Durante la traversata del Mar dei Sargassi lungo la rotta per le Galápagos, Beebe fu affascinato dalla varietà dei sargassi che galleggiavano, trascorrendo parecchi giorni raccogliendoli ed analizzando le creature che ci vivevano.

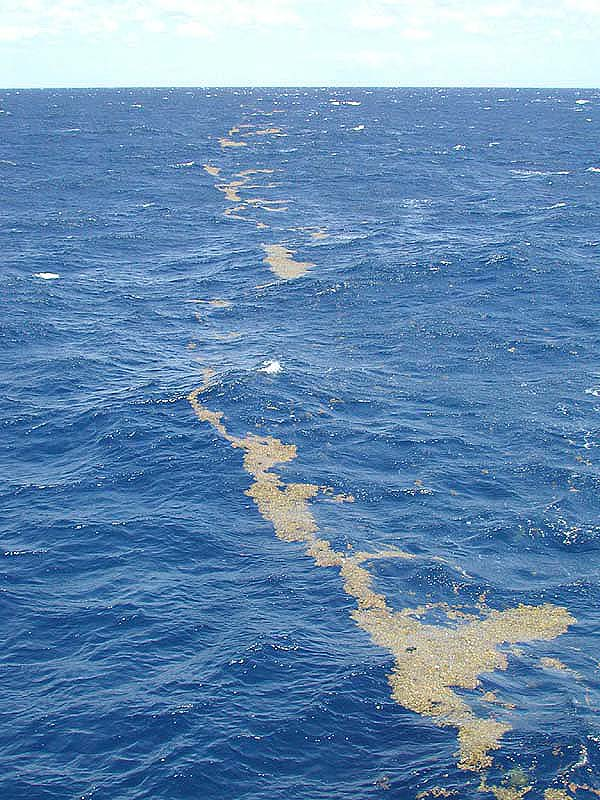
Sargassi nel Mar dei Sargassi

La prima spedizione di Beebe alle Galápagos durò venti giorni, divisa in due periodi da dieci giorni intervallati dal ritorno forzato della Noma a Panama per il rifornimento con acqua dolce e carbone. Durante la spedizione documentò il modo in cui gli animali unici che abitavano le Galápagos si erano evoluti in assenza di predatori. Gli animali delle Galápagos non mostravano paura degli esseri umani, permettendo così agli uomini della spedizione di catturare facilmente esseri viventi per lo zoo. Beebe scoprì anche una nuova baia sull'isola di Tower che chiamò baia di Darwin, documentandone la biodiversità. Durante il ritorno a New York Beebe continuò a dragare animali dal mare, usando un paio di nuovi strumenti che aveva messo a punto: un "pulpito", una gabbia in ferro unita alla prua della nave che permetteva agli occupanti di esaminare la superficie marina più da vicino, ed un "boma per passeggiate", un boma lungo 10 metri che sporgeva dal fianco della nave e sul quale restava sospeso. Il libro in cui Beebe raccontò la spedizione fu intitolato Galápagos: World's End, e divenne immediatamente un best seller restando nella top ten del The New York Times per molti mesi.
Nel 1924 Beebe intraprese una nuova spedizione nella stazione di ricerca di Kartabo in Guiana, per continuare l'analisi dell'ecosistema tropicale iniziata a Kalacoon. Il documento che ne fu tratto fu pubblicato su Zoologica nel 1925, e fu il primo studio di questo tipo nel campo dell'ecologia tropicale. Durante questo viaggio a Kartabo, Beebe continuò a combattere con la depressione dovuta sia alla perdita di Blair che alla morte della madre Nettie, scomparsa poco prima dell'inizio della spedizione.
Nonostante proseguissero le ricerche in Guiana, quello che Beebe desiderava sopra ogni cosa era un ritorno alle Galápagos, stavolta con un vascello scientifico ben equipaggiato in grado di dragare animali dai fondali oceanici. Nel 1925 Beebe organizzò una seconda spedizione alle Galápagos, sostenuto da Williams e da numerosi altri donatori. La sua nave per questa spedizione fu la Arcturus, uno yacht a vapore molto più grande della Noma, in grado di navigare in mare per lunghi periodi. La Arcturus fu equipaggiata con il pulpito di Beebe e con il boma recuperati dalla Noma, ed era ulteriormente attrezzata con gabbie e vasche per animali vivi, prodotti chimici e fiale per conservare quelli morti ed una camera oscura per lo sviluppo delle fotografie e per lo studio degli animali bioluminescenti che sperava di incontrare.
La Arcturus non trovò la quantità di sargassi nel Mar dei Sargassi che Beebe sperava di poter studiare, ma in compenso riuscì a dragare animali dal mare al largo della costa di Saint Martin e di Saba. Nell'oceano Pacifico trovarono uno strano confine tra due correnti marine a diverse temperature, ed osservarono una grande varietà di vita alla loro confluenza. Costeggiò il confine tra le correnti per molti giorni in modo da poterlo documentare, ipotizzando che potrebbe essere stata la causa dello strano clima recentemente misurato in America Meridionale. Lo studio da parte di Beebe di queste correnti e del loro effetto sul clima del Sudamerica è il primo studio conosciuto del fenomeno di El Niño.

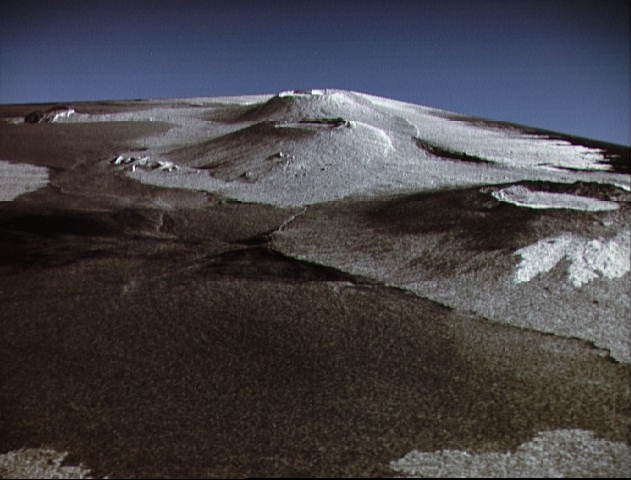
Vulcani nella parte occidentale dell'isola di Albemarle/Isabella, dove William Beebe osservò un'eruzione vulcanica nel 1925

Dopo aver gettato l'ancora nei pressi della baia di Darwin, Beebe tentò per la prima volta di studiare gli animali marini nel loro ambiente naturale immergendosi con uno scafandro. Beebe proseguì le immersioni con lo scafandro per tutta la durata della spedizione, documentando animali marini prima sconosciuti. Oltre alle immersioni con lo scafandro, Beebe applicò lo stesso metodo di ricerca introdotto ai tropici ad una piccola porzione di oceano, navigando in cerchio per dieci giorni nel tentativo di descrivere tutte le azioni e le interazioni della vita marina in quel microsistema. Lo studio portò alla raccolta di 3776 pesci di 136 specie diverse, molte delle quali nuove per la scienza.
Mentre era all'ancora al largo delle Galápagos, Beebe ed il suo equipaggio notarono attività vulcanica sull'isola di Albemarle, e vi si diressero per investigare. Dopo essersi ancorati in una piccola baia, Beebe ed il suo assistente John Tee-Van cercarono un cratere attivo dove poter osservare l'eruzione, ed erano quasi esausti quando ne trovarono uno. Osservando il cratere Beebe capì che l'aria lì attorno era satura di gas tossici, e rischiò il soffocamento prima di allontanarsi barcollando. Osservando l'eruzione dalla nave per altri due giorni, e poi di nuovo da un altro punto durante la spedizione, Beebe annotò come i numerosi uccelli ed animali marini morivano non riuscendo a fuggire dalla lava o avvicinandosi troppo nel tentativo di recuperare altri animali già morti.
Durante il ritorno dalle Galápagos attraverso il Mar dei Sargassi, per un'altra volta Beebe non riuscì ad osservare gli spessi strati di sargassi che avrebbero dovuto essere uno degli obiettivi principali della spedizione. Cercando un modo per soddisfare i finanziatori della sua spedizione, Beebe decise di documentare la vita marina della gola di Hudson poco al largo di New York. Applicando la stessa tecnica per studiare la gola di Hudson, Beebe scoprì una varietà sorprendente di animali, molti dei quali erano ritenuti esclusivi dei tropici.
Poco dopo il ritorno di Beebe da questa spedizione, Anthony Kuser chiese a Beebe di redigere una versione ridotta e popolare della sua monografia sui fagiani. Il libro che ne risultò, intitolato Pheasants: their Lives and Homes (noto anche col titolo di Pheasants of the World), fu pubblicato nel 1926 e ricevette la medaglia John Burroughs. Durante la stesura di questo libro, Beebe si ricordò delle molte esperienze vissute nel corso della spedizione dei fagiani non inserite nella monografia originale, e le inserì in un ulteriore libro intitolato Pheasant Jungles. Mentre A Monograph of the Pheasants era stato un racconto dettagliato della spedizione, Pheasant Jungles era in qualche modo romanzato, per cui Beebe modificò alcuni aspetti della sua esperienza per venire incontro ad un pubblico più ampio.

### Haiti e Bermuda
Nel 1927 Beebe iniziò una spedizione ad Haiti per documentarne la vita marina. Ancorò la Lieutenant nel porto di Port-au-Prince ed eseguì oltre 300 immersioni con lo scafandro esplorando la barriera corallina e classificando i pesci che la abitavano. Queste immersioni portarono all'introduzione di numerose innovazioni tecnologiche: una scatola in ottone a tenuta stagna nel quale alloggiare una fotocamera per la fotografia subacquea ed un telefono inserito nello scafandro, in modo da poter dettare le osservazioni a qualcuno in superficie invece di prendere annotazioni sott'acqua. Nel giro di un centinaio di giorni Beebe ed il suo gruppo crearono un catalogo di specie che abitavano l'area lungo quanto quello redatto per la vicina Porto Rico negli ultimi 400 anni. Nel 1928 Beebe e Tee-Van pubblicarono una lista illustrata ed annotata di queste 270 specie, ampliata nel 1935 fino a contenerne un totale di 324. Beebe scrisse un resoconto di questa spedizione nel suo libro del 1928 intitolato Beneath Tropic Seas, la prima delle sue opere ad ottenere una critica non completamente entusiastica a causa della struttura ad episodi.
Avendo acquisito esperienza nell'uso dello scafandro, Beebe ne divenne un fervente sostenitore, convinto che avrebbero dovuto provarlo tutti coloro che volevano svolgere gli stessi studi. In seguito arrivò a prevedere che tutte le case poste sulla spiaggia avrebbero un giorno avuto un loro giardino subacqueo, da visitare grazie agli scafandri.
A questo punto della sua vita Beebe coltivò una stretta amicizia con la scrittrice di romanzi rosa Elswyth Thane, conosciuta nel 1925. Si conosce poco della loro prima corrispondenza, ma Elswyth aveva idolatrato Beebe per anni ed il suo primo romanzo, Riders of the Wind, era dedicato a lui. Il romanzo raccontava di una giovane donna che si innamorava, ed infine sposava, un avventuriero molto più anziano che somigliava molto a Beebe. Beebe e Elswyth si sposarono il 22 settembre 1927, quando Beebe aveva 50 anni. A causa della tendenza di Elswyth a falsificare la propria età, non si sa con esattezza quanti anni avesse al momento del matrimonio con Beebe, comunque contenuta tra i 23 ed i 28 anni. Elswyth e Beebe avevano un matrimonio aperto, nel quale nessuno dei due si aspettava l'esclusiva sessuale dall'altro, sempre che la loro vita insieme non ne fosse compromessa.
Nonostante Riders of the Wind fosse parzialmente basato sulla spedizione dei fagiani di Beebe, Elswyth non amava l'attuale ricerca di Beebe. Odiava il caldo dei tropici ed era riluttante a seguire Beebe a Kartabo. Come compromesso, Beebe scelse di proseguire la ricerca marina alle Bermuda, dove lei e Beebe passarono la luna di miele. Il governatore delle Bermuda, Louis Bols, presentò Beebe al principe Giorgio, il quale era affascinato dai suoi libri. Il principe Giorgio convinse Beebe a portarlo con sé durante un'immersione con lo scafandro. Il governatore Bols ed il principe Giorgio offrirono a Beebe Nonsuch Island, un'isola di 10 ettari al largo della costa orientale delle Bermuda, come stazione di ricerca.
Grazie all'aiuto finanziario dei suoi sponsor, Beebe pianificò l'utilizzo della sua nuova stazione di ricerca a Nonsuch island per uno studio su una porzione di oceano di 13 km di lato, documentando ogni cosa vivente dalla superficie alla profondità di 3 km. La capacità di Beebe di effettuare ricerche nelle profondità oceaniche si scontrò con la difficoltà di effettuarne il dragaggio, il che poté fornire solo un limitato insieme della vita marina della zona. Beebe paragonò la conoscenza ottenuta tramite dragaggio dalle profondità marine a quello che un marziano potesse sapere di una nebbiosa città terrestre semplicemente raccogliendo detriti dalla strada. Beebe iniziò a progettare la creazione di uno strumento per l'esplorazione sottomarina, che avrebbe voluto utilizzare per scendere più in profondità ed effettuare osservazioni dirette. Il New York Times pubblicò alcuni articoli in cui descrisse i progetti di Beebe, il quale parlava di una campana subacquea a forma di cilindro.
Questi articoli catturarono l'attenzione di Otis Barton, un ingegnere che aveva a lungo ammirato Beebe e che avrebbe desiderato diventare un esploratore delle profondità oceaniche. Barton si convinse che il progetto di Beebe non sarebbe riuscito a sopportare l'estrema pressione delle profondità, e, con l'aiuto di un amico che organizzò un incontro con Beebe, gli propose un progetto alternativo. L'idea di Barton prevedeva una nave sferica, la forma pi resistente all'alta pressione. Barton ebbe la fortuna che anni prima Theodore Roosevelt aveva proposto a Beebe la stessa idea, per cui Beebe approvò il progetto di Barton. Beebe e Barton strinsero un accordo. Barton avrebbe pagato per la costruzione della sfera ed il suo equipaggiamento, in cambio Beebe avrebbe pagato le altre spese quali il noleggio di una nave per l'immersione ed il recupero della sfera, e come proprietario della sfera Barton avrebbe accompagnato Beebe durante le immersioni. Beebe chiamò la sfera Bathysphere, dal prefisso greco bati- ("profondità") e sphere (termine inglese per "sfera").

### Attività sull'isola di Nonsuch
Dal 1930 al 1934 Beebe e Barton utilizzarono la Bathysphere per condurre una serie di immersioni a profondità crescenti al largo della costa di Nonsuch Island, diventando le prime persone ad osservare gli animali delle profondità marine nel loro ambiente naturale. La Bathysphere veniva immersa nell'oceano grazie ad un cavo d'acciaio, mentre un secondo cavo trasportava la linea telefonica usata dagli occupanti della Bathysphere per comunicare con la superficie, oltre ad una linea elettrica per l'alimentazione di una fonte di luce esterna necessaria alla ricerca degli animali. Le osservazioni di Beebe venivano trasmesse lungo la linea telefonica per poter essere annotate da Gloria Hollister, suo capo tecnico associato incaricato anche di preparare i campioni ottenuti tramite dragaggio. Beebe e Barton effettuarono un totale di 35 immersioni con la Bathysphere, stabilendo continui record mondiali per la maggior profondità ma raggiunta dall'uomo. Alla fine il record fu posto a 923 metri il 15 agosto 1934, e rimase imbattuto finché Barton non lo superò nel 1949.
Nel 1931 le immersioni in Bathysphere da parte di Beebe e Barton furono interrotte per un anno a causa di problemi e del pessimo tempo atmosferico. Un'ulteriore difficoltà sorse nel 1931 a causa della morte del padre di Beebe, quando Beebe dovette abbandonare Nonsuch Island per una settimana per poter partecipare al suo funerale. Una seconda interruzione di un anno avvenne nel 1933, causata in parte dalla mancanza di fondi a seguito della grande depressione. Nonostante Beebe e Barton non abbiano effettuato immersioni nel 1933, ottennero molta pubblicità quando la Bathysphere fu esposta in una mostra straordinaria presso l'American Museum of Natural History, e poi all'esposizione universale del Century of Progress di Chicago, dove condivisero la Sala delle Scienze dell'esposizione con Auguste Piccard. Beebe e Barton si guadagnarono altra pubblicità grazie a numerosi articoli scritti da Beebe sul National Geographic e ad una trasmissione della radio della NBC radio nella quale si sentì la voce di Beebe trasmessa lungo la linea telefonica della Bathysphere.
Nonostante Beebe abbia tentato di garantire a Barton il merito di inventore della Bathysphere ed il ruolo di suo compagno durante le esplorazioni, i media tesero ad ignorare Barton prestando attenzione al solo Beebe. Barton non prese bene la cosa, convinto che Beebe stesse tentando di prendersi deliberatamente il merito. A sua volta Beebe cominciava a patire l'umore imprevedibile di Barton, e pensava che Barton non mostrasse il dovuto rispetto per la natura. Nonostante questo Beebe e Barton avevano qualcosa di cui l'altro aveva bisogno: Beebe era necessario per la sua esperienza come biologo marino e Barton per le sue capacità meccaniche. Insieme riuscirono a gestire la situazione abbastanza bene da lavorare insieme a Nonsuch Island, nonostante in seguito non rimasero in buoni rapporti.
È probabile che Beebe fu coinvolto sentimentalmente da Hollister durante il lavoro a Nonsuch Island. Un'annotazione nel diario personale di Beebe, scritto nel codice segreto che usava per le cose che voleva tenere nascoste, recita: "L'ho baciata [Gloria] e lei mi ama". Non è chiaro se Elswyth sapesse della relazione tra Beebe e Gloria, ma se fu così non sembrò dargli importanza. Oltre alla natura aperta del loro matrimonio, durante un'intervista negli anni 1940 per la rivista Today's Woman Elswyth disse di essere felice di sapere che Beebe risultava attraente per le donne.
Beebe continuò ad effettuare ricerche in mare anche dopo il 1934, ma si convinse di aver visto tutto quello che voleva con la Bathysphere, e che ulteriori immersioni sarebbero state troppo onerose paragonate al possibile guadagno. Con l'aiuto di un suo amico, il medico Henry Lloyd, Beebe condusse una spedizione nelle Indie Occidentali per esaminare il contenuto dello stomaco di un tonno, che portò alla scoperta di numerose specie sconosciute di pesci. Poco dopo il ritorno Beebe si dedicò ad una nuova lunga spedizione nelle acque della Bassa California, finanziata dall'imprenditore californiano Templeton Crocker a bordo della Zaca. L'obiettivo della spedizione era lo studio della fauna sottomarina della zona tramite il dragaggio e l'uso dello scafandro. Beebe ed il suo gruppo furono sorpresi dalla biodiversità incontrata. Nel 1937 Beebe intraprese una nuova spedizione con la Zaca, documentando la vita selvatica lungo la costa pacifica dal Messico alla Colombia. Nel corso di questa spedizione, invece di focalizzarsi sugli animali marini come aveva fatto a Nonsuch Island o sugli uccelli, cercò di documentare tutti gli aspetti dell'ecosistema. Beebe raccontò le sue due spedizioni sulla Zaca nei libri Zaca Venture e The Book of Bays, nel quale pose l'enfasi sul suo timore per gli habitat minacciati e sul suo sgomento per la distruzione operata dall'uomo.
Durante le due spedizioni della Zaca Beebe venne accompagnato dal vecchio collega John Tee-Van e da Jocelyn Crane, una giovane carcinologa con la quale aveva già collaborato a Nonsuch Island nel 1932 e che sarebbe rimasta tra i più cari collaboratori di Beebe per il resto della vita. Come Hollister prima di lei, Crane divenne l'amante di Beebe durante la spedizione più lunga tra quelle che Beebe intraprese durante l'unione con Elswyth. In questo periodo Beebe strinse una stretta amicizia con il creatore di Winnie the Pooh, Alan Alexander Milne, il quale scrisse di Half Mile Down: "Non so cosa ti invidio maggiormente: tutte queste qualità morali e fisiche che a me mancano, o tutto lo splendore di un nuovo mondo. [...] Una delle poche cose al mondo di cui sono veramente orgoglioso è quella che chiamo Will Beebe."

### Ritorno ai tropici
Nonostante Beebe abbia continuato ad usare Nonsuch Island come base operativa per tutti gli anni 1930, allo scoppio della seconda guerra mondiale nel 1939 fu annunciato che il collegamento via traghetto tra Bermuda e New York avrebbe presto fatto la sua ultima corsa, per cui fu chiesto a Beebe ed alla sua squadra di abbandonare frettolosamente la stazione. Il trasporto da e per le Bermuda riprese nel 1940, e Beebe vi tornò nel maggio 1941, anche se l'ambiente era in fase di lento cambiamento a causa della guerra. Le numerose navi militari rendevano difficoltoso l'attracco, buona parte della barriera corallina dell'isola fu distrutta per permettere la costruzione di un aeroporto e l'attività di costruzione e inquinamento rese impossibile l'osservazione della vita marina. Costernato dalla distruzione, Beebe affittò la propria stazione di ricerca su Nonsuch Island ai militari e fece ritorno a New York.
Con la perdita della stazione alle Bermuda Beebe ed Elswyth rinunciarono all'idea di trovare una stazione di ricerca in cui essere felici insieme. Elswyth, più felice nei climi temperati, iniziò a cercare casa in Nuova Inghilterra dove poter continuare a scrivere. Nel frattempo Beebe iniziò a cercare una nuova stazione di ricerca tropicale per sostituire Kartabo, vittima della deforestazione come Kalacoon prima di lei. Alla fine Beebe aiutò Elswyth ad acquistare una piccola fattoria nei pressi di Wilmington (Vermont), in cui la visitò spesso. Elswyth spiegò in un'intervista ad una rivista che non si trovava a suo agio durante le spedizioni di Beebe, tanto che i due decisero di tenere le rispettive carriere separate dalla vita privata.
Con l'aiuto finanziario di Standard Oil e della Guggenheim Foundation, Beebe fondò la nuova stazione di ricerca a Caripito, una piccola cittadina del Venezuela situata circa 160 km ad ovest di Trinidad. Beebe ed il suo gruppo usarono la stazione per lo studio dell'ecologia della regione, e descrissero come gli abitanti locali erano influenzati dal ciclo di stagioni umide ed asciutte. Un importante studio che ne derivò fu la prima documentazione del coleotteri rinoceronti che usavano i propri corni per competizioni tra maschi, il che dimostrava che i loro corni erano un adattamento usato per la selezione naturale piuttosto che per la difesa contro i predatori. Nonostante la ricerca di Beebe a Caripito fu produttiva, patì le estreme condizioni del ciclo asciutto-umido che rendeva impraticabile il centro di ricerca, e l'espansione dell'industria petrolifera nella regione che rischiava di distruggere l'ecosistema locale. Per questi motivi Beebe non tornò a Caripito dopo la prima stagione.
Nella primavera del 1944 Jocelyn Crane tornò in Venezuela per cercare un posto per una nuova stazione di ricerca che sostituisse quella di Caripito. Il luogo che trovò, noto come Rancho Grande, era stato inizialmente concepito come palazzo per il dittatore venezuelano Juan Vicente Gómez all'interno del parco nazionale Henri Pittier. L'edificio del palazzo era stato lasciato incompiuto alla morte di Gómez, e da allora i suoi ampi corridoi e le sale da ballo avevano iniziato ad ospitare giaguari, tapiri e folivori. A differenza delle altre stazioni di ricerca di Beebe, situate in pianura, Rancho Grande si trovava su un pendio montano in quella che Beebe descrisse come "giungla nebbiosa". La Creole Petroleum, un ramo venezuelano nato dalla Standard, accettò di coprire i costi per il completamento della stazione. Beebe ed il suo gruppo iniziarono a lavorarci nel 1945, ospiti del governo venezuelano.
Rancho Grande si trovava su un passo di montagna delle Ande noto come Cordigliera della Costa, un'importante rotta migratoria per le farfalle, e la stazione si rivelò molto utile per lo studio degli insetti. Durante il lavoro a Rancho Grande Beebe si ruppe una gamba cadendo da una scala, e il fatto di essere obbligato all'immobilità gli permise di osservare la vita selvatica della zona. Su sua richiesta, lui e la sedia furono trasportati nella vicina giungla, e dovendosi sedere immobile gli animali selvatici iniziarono ad avvicinarsi senza notarlo. La sua immobilità gli permise anche di passare ore ad osservare una coppia di falchi dei pipistrelli con il binocolo, documentando il comportamento del loro due piccoli ed ogni nutrimento portato loro dai genitori. Le sue osservazioni documentarono molti comportamenti nuovi alla scienza, compreso il primo esempio documentato di gioco tra gli uccelli.
Nonostante Beebe ed il suo gruppo avessero goduto di stagioni edificanti a Rancho Grande nel 1945 e nel 1946, non vi ritornarono nel 1947. Il motivo fu che le due precedenti annate avevano prodotto tanto materiale da aver bisogno di un altro anno per analizzarlo, ma in realtà fu dovuto alla mancanza di finanziamenti ed all'instabilità politica del Venezuela. Beebe tornò a Rancho Grande nel 1948 per completare numerosi studi sulla migrazione di uccelli ed insetti, ed uno studio sull'ecologia della zona assieme a Jocelyn Crane. Capendo che la politica locale avrebbe potuto ben presto mettere fine alle sue ricerche, nella primavera del 1948 Jocelyn si recò a Trinidad e Tobago nella speranza di trovare un nuovo sito in cui la politica fosse più stabile. Alla fine, quando il colpo di Stato venezuelano del 1948 instaurò Marcos Pérez Jiménez come dittatore, Beebe decise di non poter più lavorare in Venezuela. Beebe descrisse la sua esperienza a Rancho Grande nel suo libro del 1949 intitolato High Jungle, l'ultimo dei grandi libri di Beebe.
Nel gennaio 1950 la New York Zoological Society commemorò il 50º anniversario di lavoro di Beebe per conto loro. In quel momento era l'unico membro rimasto allo zoo dello staff originale, ed aveva prodotto più studi e pubblicità di qualsiasi altro impiegato. Giunsero lettere e testimonianze da altri scienziati con i quali Beebe aveva lavorato, dimostrando la loro ammirazione per lui. In una lettera il biologo dell'università di Harvard Ernst Mayr scrisse che l'opera di Beebe era stata per lui un'ispirazione, in particolare A Monograph of the Pheasants ed i libri di Beebe sulla vita selvatica della giungla.

### Vecchiaia a Trinidad
Il risultato della ricerca di Jocelyn Crane di una potenziale struttura di ricerca a Trinidad fu una casa su una collina che si affacciava sulla valle di Arima, nota come Verdant Vale. Nel 1949 Beebe comprò la proprietà per trasformarla nella stazione di ricerca permanente che avrebbe sostituito Rancho Grande. Beebe la battezzò Simla, dal nome della collina indiana descritta nelle opere di Rudyard Kipling. In seguito descrisse il senso di predestinazione che segnò il suo ingresso nella proprietà:
()
A Simla Beebe e la sua squadra lavorarono con Asa e Newcome Wright, proprietari della vicina proprietà di Spring Hill, i quali li ospitarono mentre venivano effettuati gli allacciamenti di acqua ed elettricità a Simla. Nonostante l'iniziale acquisto di Simla riguardasse solo la casa e 9 ettari di foresta, ben presto Beebe comprese che era un'area insufficiente per la ricerca che avrebbe voluto condurre, ed acquistò un'altra proprietà confinante nota come St. Pat, con altri 69 ettari. Nel 1953 Beebe donò entrambe le proprietà alla New York Zoological Society per un dollaro, il che lo fece diventare uno dei "Benefattori in perpetuo" della società.
Le ricerche a Simla iniziarono ufficialmente nel 1950. Le ricerche di Beebe a Simla unirono elementi di varie fasi, compresa l'osservazione del ciclo di vita degli uccelli, l'analisi dettagliata di ogni pianta ed animale e lo studio del comportamento degli insetti. Gli insetti furono il focus degli studi scientifici che produsse in questo periodo, segnando un ingresso nel campo dell'entomologia. I bambini del posto portavano spesso campioni di animali a Beebe chiedendogli di classificarli. Ricordando gli studi della sua gioventù, quando portava i campioni all'American Museum of Natural History, fu felice di accontentarli.

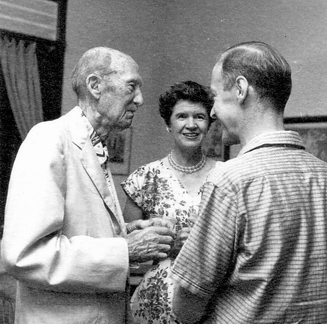
William Beebe, Jocelyn Crane ed il medico di Beebe, A. E. Hill, a Simla nel 1959

Nel 1952, al suo 75º compleanno, Beebe diede le dimissioni da direttore del dipartimento della New York Zoology Society diventando direttore emerito, mentre Jocelyn Crane fu promossa assistente direttore. Per premiare il lavoro di una vita come naturalista, a Beebe fu conferita la Theodore Roosevelt Distinguished Service Medal nel 1953. L'ultima importante spedizione di Beebe avvenne nel 1955, lungo la rotta della spedizione dei fagiani che aveva tracciato 45 anni prima, nel tentativo di scoprire come la popolazione che aveva studiato si era evoluta a causa dell'intervento umano. Jocelyn lo accompagnò con l'obiettivo di documentare i granchi violinisti asiatici. Nonostante gli studi di Jocelyn siano stati la base per la sua monografia Fiddler Crabs of the World, Beebe non pubblicò mai i risultati delle sue nuove osservazioni.
Durante gli ultimi anni di vita di Beebe, Simla divenne un importante punto di raccolta per i ricercatori di molte aree della biologia. Tra gli altri biologi che visitarono il centro vi furono il mimercologo Ted Schneirla, l'etologo Konrad Lorenz, l'entomologo Lincoln Brower, l'etologo Donald Griffin e l'ornitologo David Snow. Snow divenne un ospite abituale a Simla, ed in cambio Beebe finanziò alcune delle ricerche di Snow. Beebe mise a punto un metodo insolito per determinare come avrebbe reagito ai suoi visitatori a Simla. La sua terrazza era decorata con statue di vari personaggi, a partire da Winnie the Pooh che gli era stato donato da Alan Alexander Milne. I visitatori che li riconoscevano come creazioni di Milne venivano accolti da Beebe con entusiasmo, mentre gli altri erano a malapena sopportati da Beebe.
Beebe rimase attivo fino in tarda età. Nel 1957, all'età di 80 anni, era ancora in grado di arrampicarsi su tronchi scivolosi per studiare i nidi. Nel 1959 la sua forza era calata abbastanza da rendere difficoltose scalate ed arrampicate sugli alberi, per cui iniziò a dedicarsi ai lavori che si potevano svolgere in laboratorio, come la dissezione dei nidi di uccelli per analizzarne il metodo di costruzione. Beebe iniziò a patire anche un disturbo alla gola che potrebbe essere stata la sindrome di Sjögren, nonostante a causa della mancanza di una diagnosi approfondita Beebe ed i medici si limitarono a chiamarla "bocca a mango". Beebe divenne riluttante a partecipare alle discussioni a causa dell'effetto che la malattia aveva sulla sua voce, anche se continuò a tenere occasionalmente conferenze con l'aiuto di Jocelyn.

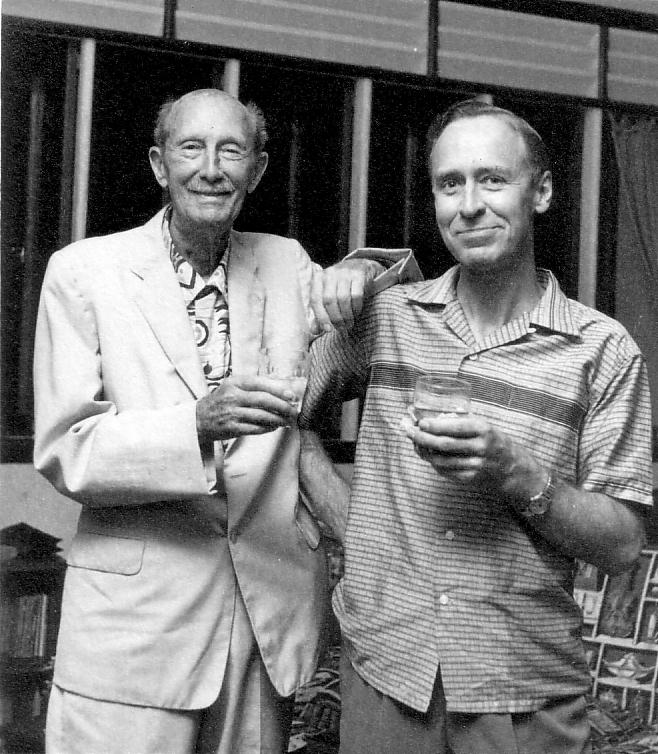
William Beebe e A.E. Hill nel 1959

In un resoconto del suo ultimo incontro con Beebe, Henry Fairfield Osborn, Jr. descrive come negli ultimi anni di vita Beebe sia gradualmente peggiorato, finendo con lessere costretto alla quasi completa immobilità ed all'incapacità di parlare. Il medico personale di Beebe, A. E. Hill, ne fornisce una versione differente, affermando che Beebe rimase lucido e capace di muoversi senza l'aiuto di nessuno fino all'ultimo momento, a parte i periodi in cui la sua "bocca a mango" lo costringeva a farfugliare. Entrambe le descrizioni affermano che anche negli ultimi suoi anni Beebe continuò a fare scherzi ai visitatori di Simla, mantenendo il proprio senso dell'umorismo anche in punto di morte.
William Beebe morì di polmonite a Simla il 4 giugno 1962. Secondo il suo volere, fu sepolto nel cimitero di Mucapuro a Port of Spain. Il servizio funebre si tenne sia a Trinidad che a New York, in modo che tutti i suoi amici potessero partecipare. Dopo la morte di Beebe Jocelyn gli successe come direttore del dipartimento di ricerche tropicali, e continuò a gestire Simla col resto del vecchio staff di Beebe.
Durante la sua vita Beebe era spesso preoccupato del fatto che Elswyth potesse scrivere una sua biografia postuma. Per impedirle di farlo lasciò tutti i suoi documenti e le riviste a Jocelyn. Dopo la morte di Elswyth nel 1984, Jocelyn donò le carte di Beebe al Department of Rare Books and Special Collections della Firestone Library dell'università di Princeton. Anche se in possesso della Firestone Library, le carte di Beebe rimasero inaccessibili senza il permesso di Jocelyn e molti studiosi non poterono usarle finché la stessa Jocelyn non permise l'accesso allo scrittore Carol Grant Gould che avrebbe scritto una biografia di Beebe.

## Personalità ed immagine
William Beebe era il naturalista statunitense più famoso negli Stati Uniti d'America prima dell'avvento della televisione. Essendo uno scrittore scientifico che aveva frequentato sia il mondo popolare che quello accademico, occupò un ruolo simile a quello del successivo Stephen Jay Gould. Beebe era una persona molto nota negli anni ruggenti di New York, ed era amico di molte altre persone influenti del periodo, tra cui Fannie Hurst ed il vignettista Rube Goldberg. Nonostante non fosse esteticamente molto bello, tendeva a dominare ogni situazione sociale e professionale grazie al proprio entusiasmo, all'intelligenza ed al carisma. Grazie al divorzio da Blair molto pubblicizzato ed al successivo matrimonio con Elswyth divenne noto anche per le sue relazioni complicate con le donne.
Beebe descrisse il suo credo religioso come un misto di presbiterianesimo e buddhismo. La sua religione fu il frutto della combinazione del suo senso di stupore e meraviglia per il mondo naturale e della comprensione scientifica di come funzionasse. Biasimò con forza i tentativi di utilizzare la scienza per giustificare le ideologie politiche, come ad esempio il socialismo o la convinzione che le donne fossero inferiori agli uomini. Beebe disapprovava gli ideali eugenetici sostenuti da molti biologi all'inizio del XX secolo, compresi alcuni del suo stesso zoo, nonostante fosse in gran parte per paura che queste idee avrebbero provocato divisioni nello staff.
Beebe era un accanito giocatore di tennis ed era abbastanza bravo da riuscire a battere altre persone anche quando aveva passato da poco i 70 anni. Tra gli altri suoi passatempi preferiti ci furono le feste, il teatro, la danza ed occasionalmente il cinema.
Beebe aveva rapporti problematici con i suoi superiori allo zoo, in particolare con Hornaday, il quale odiava le continue richieste di Beebe per nuovi fondi e personale, oltre al fatto che con lo sviluppo della sua carriera Beebe iniziò ad occuparsi sempre meno dello zoo. Un particolare punto di scontro si aveva quando Beebe dimenticava di restituire libri prestatigli dalla biblioteca della Zoological Society, col risultato che andavano persi per anni. Hornaday non espresse mai pubblicamente il suo dissapore con Beebe, e non esitò a difenderne il lavoro quando altri lo criticarono.
Beebe si aspettava molto dai suoi sottoposti in ogni spedizione, anche se non rivelò mai le esatte caratteristiche che cercava nei potenziali impiegati. Henry Fairfield Osborn Jr. raccontò di un incidente in cui Beebe rifiutò uno scienziato che avrebbe voluto lavorare con lui quando questi si dichiarò annoiato per gli incarichi che gli erano stati assegnati.
Nonostante questo Beebe si dimostrava molto leale con gli impiegati in grado di soddisfare i suoi standard. Quando capì di stare mettendo troppa pressione ai suoi sottoposto, disse che si stava avvicinando il suo compleanno, per cui tutti avrebbero avuto molti giorni di ferie per festeggiare. In un'occasione, quando un suo scienziato ammise di sapere che non fosse realmente il suo compleanno, Beebe rispose "Un uomo dovrebbe avere un compleanno quando gliene serve uno".

## Impatto sul lavoro e retaggio
William Beebe fu un pioniere nel campo oggi noto come ecologia. La sua teoria secondo cui gli organismi potessero essere compresi nel proprio ecosistema era completamente nuova in quel periodo, e fu molto influente. Il metodo che inventò per analizzare metodicamente tutti gli organismi in una piccola area divenne un metodo standard in questo campo. Beebe fu anche un pioniere nel campo dell'oceanografia, stabilendo un precedente con le immersioni in Bathysphere seguito poi da molti altri scienziati.
Edward Osborne Wilson, Sylvia Earle e Ernst Mayr descrissero il lavoro di Beebe come influente per la loro scelta della carriera da seguire. Tra le più importanti influenze di Beebe su altri ricercatori ci fu Rachel Carson, che considerava Beebe amico e ispirazione. Carson dedicò a Beebe il suo libro del 1951, The Sea Around Us, scrivendovi "Il mio assorbimento nel mistero e nel significato del mare è stato stimolato, e la scrittura di questo libro è stata aiutata, dall'amicizia e dall'incoraggiamento di William Beebe". Grazie all'importanza data da Beebe alla ricerca sul campo, in un periodo in cui i laboratori di ricerca stavano diventando dominanti in biologia, anche ricercatori più recenti come Jane Goodall e George Schaller sono considerati sui discendenti intellettuali.
Scrivendo contemporaneamente per un pubblico scientifico e popolare, Beebe fece molto per rendere la scienza accessibile al grande pubblico. Questo fu particolarmente importante nel campo del conservazionismo, del quale fu uno dei più importanti sostenitori fin dalla sua nascita. Con le molte opere scritte parlando dei pericoli della distruzione ambientale, Beebe aiutò a sensibilizzare l'opinione pubblica riguardo al problema. La prolificità di Beebe nello scrivere per il grande pubblico aveva un lato negativo, in particolare nel fatto che gli altri scienziati suoi contemporanei erano riluttanti a dargli molto credito, considerandolo più adatto alla divulgazione scientifica.
Nel corso della sua carriera Beebe scrisse oltre 800 articoli e 21 libri, compresa la monografia sui fagiani in quattro volumi. Ben 64 animali hanno preso il suo nome, e lui stesso descrisse una nuova specie di uccelli e 87 specie di pesci. Mentre 83 dei pesci siano stati descritti in modo convenzionale, i restanti quattro furono descritti solo in base alle osservazioni visive.
Esiste una controversia duratura in ittiologia riguardo alla validità delle quattro specie che Beebe descrisse solo osservandole durante le immersioni con la Bathysphere. Il nome di nuove specie solitamente richiede la cattura e l'analisi di un tipo nomenclaturale, una cosa ovviamente impossibile da eseguire con la Bathysphere. Alcuni dei critici di Beebe sostengono che questi pesci fossero illusioni provocate dalla condensa sulla finestra della Bathysphere, o che Beebe se li inventò, nonostante quest'ultima ipotesi sia in forte contrasto con la sua reputazione di scienziato onesto e rigoroso. Mentre molte delle osservazioni effettuate da Beebe con la Bathysphere siano state confermate da successive fotografie subacque, non si capisce se le altre corrispondano ad animali noti. Una possibilità è che nonostante questi animali siano realmente esistiti, resta così tanto da scoprire della vita nelle profondità oceaniche che tali animali potrebbero non essere ancora stati visti da altre persone.

### Tetrapteryx

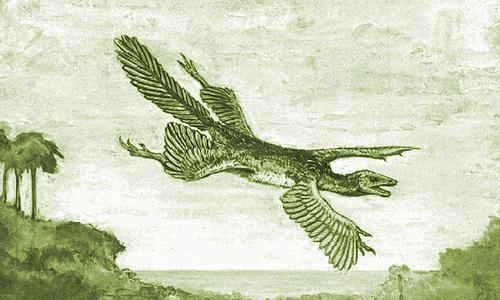
Illustrazione di Beebe del "Tetrapteryx"

Assieme alla sua analisi sulla filogenesi dei fagiani ed ai suoi studi della vita nelle isole Galápagos, uno dei principali contributi di Beebe nel campo della biologia evolutiva fu la sua ipotesi sul fatto che gli antenati degli uccelli siano passati in una fase chiamata “stadio Tetrapteryx”, con ali su tutti gli arti, anteriori e posteriori. Beebe basò questa teoria sull'osservazione che neonati ed embrioni dei moderni uccelli hanno lunghe piume sulle zampe posteriori, da lui considerato un atavismo. Fece anche attenzione alle vestigia delle ali sulle zampe su un campione di Archaeopteryx. Beebe presentò la sua idea in uno studio del 1915 pubblicato su Zoologica, intitolato "A Tetrapteryx Stage in the Ancestry of Birds".
Gerhard Heilmann discusse in modo molto approfondito l'ipotesi di Beebe del Tetrapteryx nel suo libro del 1926 intitolato The Origin of Birds. Heilmann esaminò neonati di altre specie di uccello, tutte molto simili a quelle studiate da Beebe ed appartenenti a specie molto primitive, nella speranza di trovare altre prove dell zampe alate documentate da Beebe. Dopo non essere riuscito a trovare tali prove, Heilmann rifiutò l'ipotesi di Beebe, e questa rimase l'opinione condivisa tra gli ornitologi nei decenni successivi. Beebe, però, continuò a sostenere l'ipotesi del Tetrapteryx fino agli anni 1940.
Nel 2003 l'ipotesi di Beebe fu sostenuta dalla scoperta del Microraptor gui, un piccolo dinosauro piumato che possedeva penne remiganti asimmetriche su tutti e quattro gli arti. L'ipotesi di Beebe viene oggi considerata pionieristica per la sua previsione di anatomia e postura nella planata del Microraptor gui, che Richard Prum descrive "come se fosse potuta uscire direttamente dagli appunti di Beebe". La scoperta di questo animale ebbe l'effetto di ridare vigore alla teoria di Beebe secondo la quale le piume delle zampe fossero importanti in origine per il volo degli uccelli.

### William Beebe Tropical Research Station
Dopo la morte di William Beebe nel 1962, la sua stazione di ricerca a Simla rimase in funzione grazie a Jocelyn Crane, la quale la ribattezzò William Beebe Tropical Research Station. Dato che le ricerche di Jocelyn la costringevano a viaggi nel nord per lunghi periodi, nel 1965 ebbe poco tempo per mantenere in funzione la stazione. Nel 1971 la stazione cadde in disuso e fu dichiarata chiusa. Nel frattempo la salute di Asa Wright iniziò a peggiorare a causa dell'età, ed i suoi amici iniziarono a temere che dopo la sua morte la vicina proprietà di Spring Hill potesse andare perduta, per cui organizzarono un gruppo per comprare la proprietà e trasformarla nel centro naturale Asa Wright. Nel 1974 la proprietà di Beebe fu donata al neonato Asa Wright Nature Center.
Gestita dall'Asa Wright Nature Center, la William Beebe Tropical Research Station fu gradualmente rinnovata. Oggi (2014) è coinvolta attivamente nella ricerca ed è un importante punto di ritrovo per gli scienziati. È anche una destinazione popolare per il birdwatching, i cui amanti possono osservare la stessa popolazione di trochilidi (hummingbird), traupidi e guaciari studiati da William Beebe decenni prima.